# Vedrovice
Obec Vedrovice (německy Wedrowitz) se nachází v okrese Znojmo v Jihomoravském kraji, leží 6 km jihovýchodně od města Moravský Krumlov. Obec se nečlení na části, má ale dvě katastrální území, Vedrovice a Zábrdovice u Vedrovic. Žije zde 910 obyvatel.
Nachází se zde mateřská a základní škola, muzeum s knihovnou, víceúčelové hřiště se skateparkem a nově vybudovaná turistická cesta „Po stopách našich dědečků“.

## Název
Jméno vesnice (zprvu Vedrovici) bylo odvozeno od osobního jména Vedra (to od slovesa vedrati - "dorážet"). Význam místního jména byl tedy "Vedrovi lidé". V 16. a 17. století se používala i podoba Bedrovice.

## Historie
První písemná zmínka o obci pochází z roku 1363. V katastru obce je významné archeologické naleziště aurignacké kultury mladšího paleolitu.
V oblasti Vedrovic se nacházelo neolitické sídliště kultury s lineární keramikou, jejíž nositelé byli prvními zemědělci na území Čech a Moravy.

## Pamětihodnosti
- Kostel svaté Kunhuty z roku 1543
- Větrné kolo z let 1912–1914 sloužilo k čerpání vody – kulturní a technická památka
- Pomník padlým vojákům za první světové války

## Osobnosti
- Jakub Rozmahel (1885–1962), kněz a spisovatel, narodil se ve Vedrovicích,

## Další fotografie

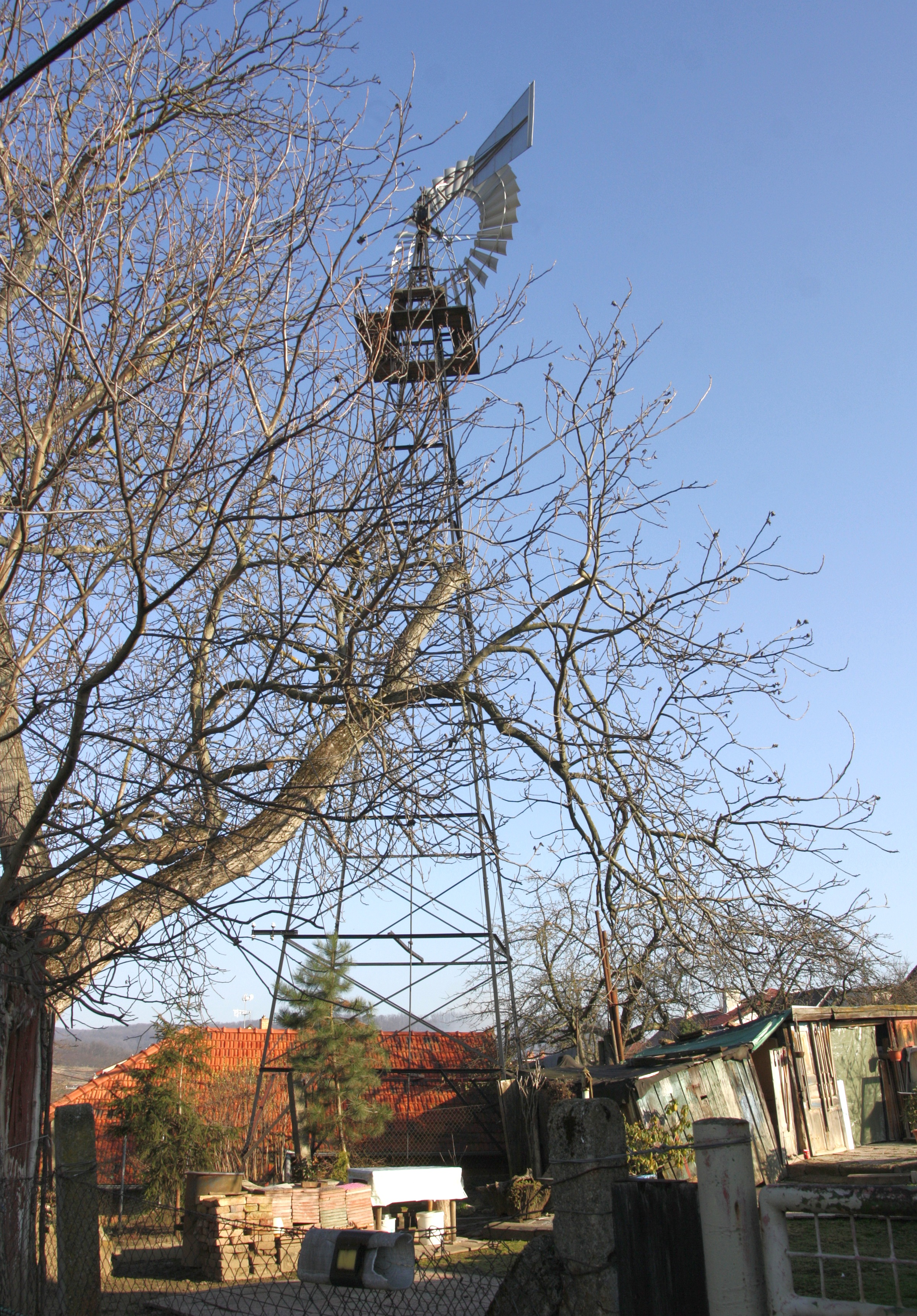
větrné kolo
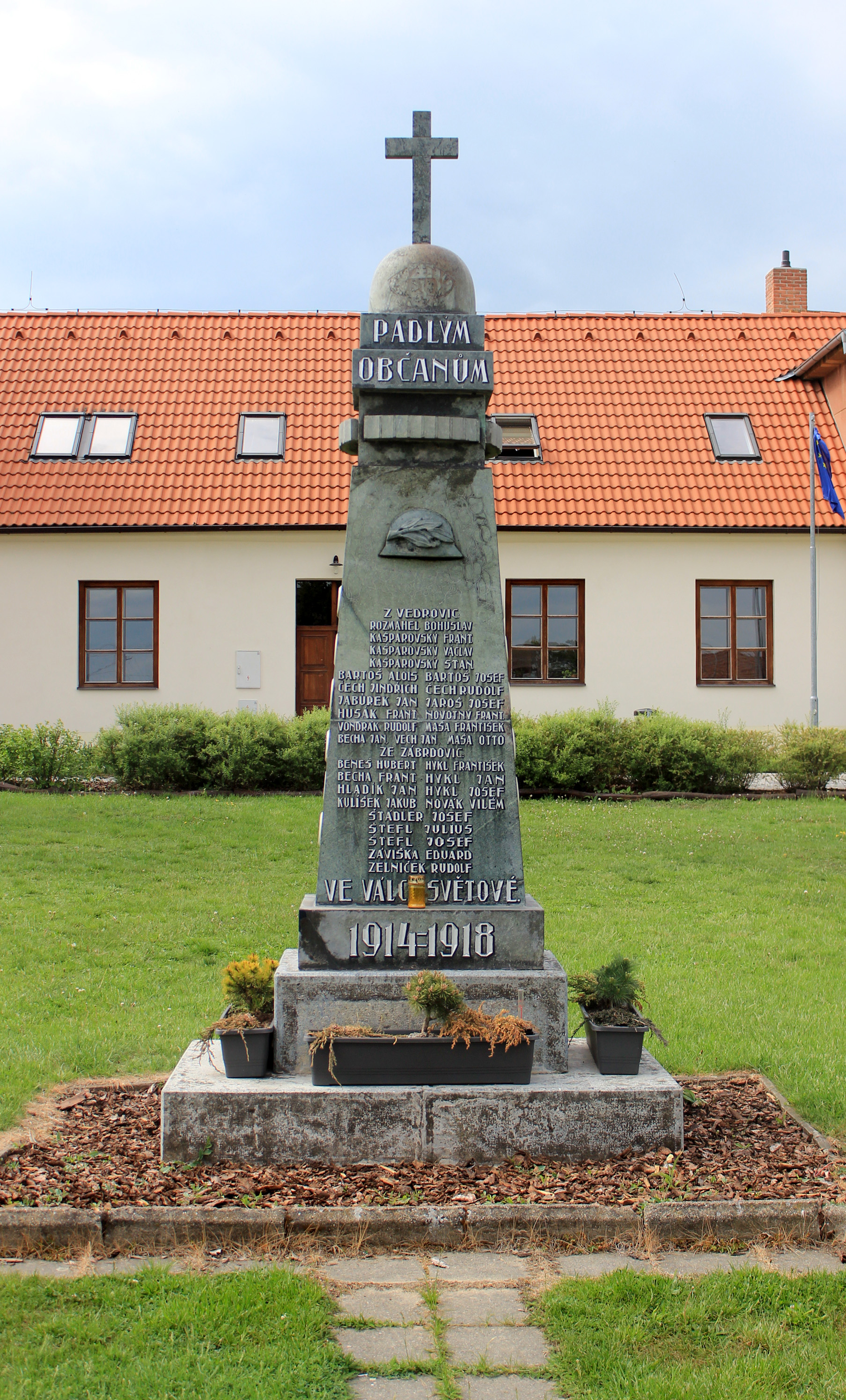
Památník obětem první světové války
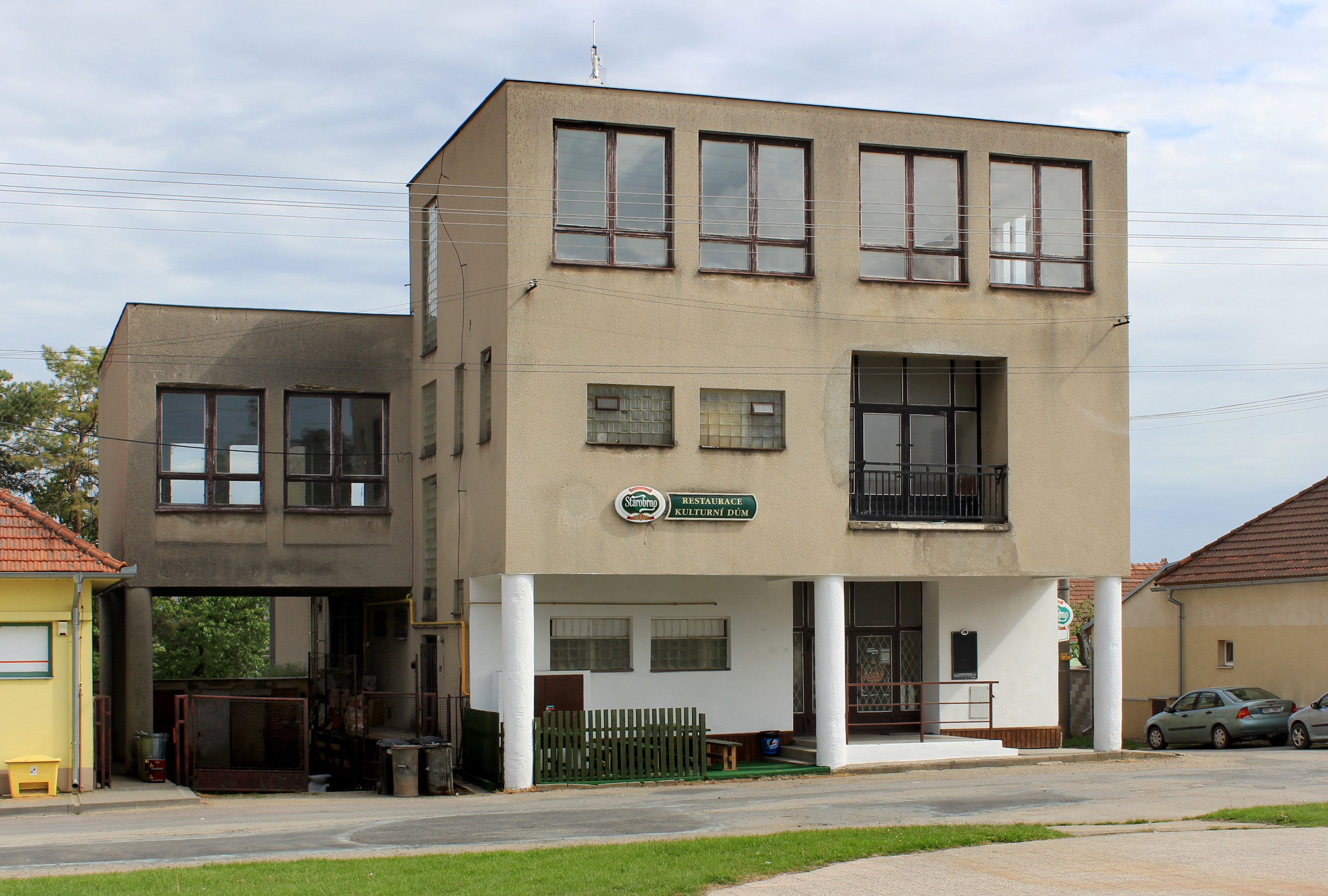
Restaurace